# 斯普林菲尔德 (肯塔基州)
斯普林菲尔德（英語：Springfield），是美国肯塔基州的一座城市。建立于1793年，面积约为9.6平方公里（3.7平方英里）。根据2010年美国人口普查，该市的人口为2,519人。

## 历史
斯普林菲尔德建立于1793年，可能因该地区的泉水而得名。参议员约翰-波普的家，小理查德-贝里的家和莫迪凯-林肯的家是斯普林菲尔德被列入国家历史名胜的历史建筑。斯普林菲尔德被电影制作人称为南方好莱坞，是肯塔基州第一个也是唯一一个电影录音台的所在地。斯普林菲尔德保税电影院是肯塔基州蓬勃发展的电影业的一部分，由该州的电影税收减免带来。这项税收优惠居全国最高。